# Лапик, Алексей Васильевич
Алексей Васильевич Лапик (1906—1943) — красноармеец Рабоче-крестьянской Красной Армии, участник Великой Отечественной войны, Герой Советского Союза (1944).

## Биография
Алексей Лапик родился 24 марта 1906 года в деревне Антоновка (ныне — Гордеевский район Брянской области). До войны переехал в село Чугуевка Чугуевского района Приморского края, где окончил начальную школу и работал в леспромхозе. В 1942 году Лапик был призван на службу в Рабоче-крестьянскую Красную Армию. С того же года — на фронтах Великой Отечественной войны.
К сентябрю 1943 года гвардии красноармеец Алексей Лапик был автоматчиком 32-го гвардейского стрелкового полка 12-й гвардейской стрелковой дивизии 61-й армии Центрального фронта. Отличился во время битвы за Днепр. В ночь с 28 на 29 сентября 1943 года Лапик переправился через Днепр в районе деревни Глушец Лоевского района Гомельской области Белорусской ССР и принял активное участие в боях за захват и удержание плацдарма на его западном берегу. В бою он ворвался в немецкую траншею и лично уничтожил несколько вражеских солдат и два пулемёта, препятствовавших переправе роты. В ноябре 1943 года Лапик пропал без вести во время боёв под Мозырем.
Указом Президиума Верховного Совета СССР «О присвоении звания Героя Советского Союза генералам, офицерскому, сержантскому и рядовому составу Красной Армии» от 15 января 1944 года за «образцовое выполнение боевых заданий командования по форсированию реки Днепр и проявленные при этом мужество и героизм» гвардии красноармеец Алексей Лапик посмертно был удостоен высокого звания Героя Советского Союза. Также посмертно был награждён орденом Ленина.
Память
В честь Лапика названа улица в Чугуевке.